# Wugang (Henan)
Pour les articles homonymes, voir Wugang.
Wugang (舞钢 ; pinyin : Wǔgāng) est une ville de la province du Henan en Chine. C'est une ville-district placée sous la juridiction administrative de la ville-préfecture de Pingdingshan.

## Démographie
La population du district était de 321 042 habitants en 1999.